# Yalemzerf Yehualaw
Yalemzerf Yehualaw Densa (amharisch ያለምዘርፍ የኋላ; * 3. August 1999 in Finote Selam) ist eine äthiopische Langstreckenläuferin.

## Sportliche Laufbahn
Erste internationale Erfahrungen sammelte Yalemzerf Yehualaw beim Rabat-Halbmarathon 2019, bei dem sie mit Streckenrekord von 1:09:13 h siegte. Ende August siegte sie auch bei den Afrikaspielen, die ebenfalls dort stattfanden, in 1:10:26 h. Danach erzielte sie beim Delhi-Halbmarathon in 1:06:01 h als Zweite knapp hinter Tsehay Gemechu Bestzeit, gewann den Great Ethiopian Run über 10 Kilometer in 31:55 min und siegte auch beim Xiamen-Halbmarathon mit 1:07:34 h.
Im neuen Jahr wurde Yehualaw beim RAK-Halbmarathon, den Ababel Yeshaneh in Weltrekordzeit von 1:04:31 h gewann, mit 1:06:35 h Sechste. Nachdem danach aufgrund der COVID-19-Pandemie zunächst keine Rennen mehr stattgefunden hatten, erlief sie sich im Oktober bei den Halbmarathon-Weltmeisterschaften in Gdynia mit 1:05:19 h Bronze und zusammen mit Zeineba Yimer und Ababel Yeshaneh Gold im Team.
Im Folgemonat siegte sie beim Delhi-Halbmarathon vor Ruth Chepngetich und Weltrekordhalterin Ababel Yeshaneh, mit ihrer Zeit von 1:04:46 h lief sie dabei einen neuen Streckenrekord und auf Rang zwei der ewigen Weltbestenliste.
Nachdem Yehualaw im Jahr 2021 bei den äthiopischen Trials über die 10.000 Meter als Vierte die Qualifikation für die Olympischen Spiele in Tokio verpasste, stellte sie am 29. August 2021 beim Antrim Coast Half Marathon in Larne einen neuen Halbmarathon-Weltrekord auf. Mit 1:03:43 h war sie die erste Läuferin, die über diese Distanz unter 64 Minuten blieb.
Diese Zeit wurde aber nicht anerkannt, da, wie sich später herausstellte, die Strecke 54 m zu kurz war. Am 24. Oktober unterbot Yehualaw den Weltrekord erneut, allerdings lief in diesem Rennen Letesenbet Gidey mit 1:02:52 h eine noch schnellere Zeit.
Ihren ersten Wettkampf im Jahr 2022 lief Yehualaw am 23. Januar beim Great Ethiopian Run, wo sie mit einer Zeit von 31:17 min einen neuen Streckenrekord aufstellte.
Etwas mehr als einen Monat später verbesserte sie den Weltrekord über 10 km in Castellón um mehr als 20 Sekunden auf 29:14 min. Beim Marathon-Hamburg gewann sie bei ihrem Marathondebüt mit einem Kursrekord von 2:17:23 h. Damit reihte sich Yehualaw auf Rang sechs in der ewigen Marathon-Bestenliste ein. Im Oktober 2022 siegte Yehualaw beim London-Marathon in einer Zeit von 2:17:26 h. 2023 siegte sie in Valencia in 29:19 min über 10 km und wurde beim London-Marathon in 2:18:53 h Fünfte. Auch bei den Weltmeisterschaften in Budapest im August gelangte sie nach 2:26:13 h auf den fünften Platz.

## Persönliche Bestzeiten
- Marathon: 2:17:23 h, 24. April 2022 in Hamburg (äthiopischer Rekord)
- Halbmarathon: 1:03:51 h, 23. Oktober 2021 in Valencia
- 10-km-Straßenlauf: 29:14 min, 27. Februar 2022 in Castellón (Weltrekord)